# We Shall Be Free
«We Shall Be Free» — песня, записанная американским кантри-музыкантом Гартом Бруксом, вышедшая в качестве первого сингла с его четвёртого студийного альбома The Chase (1992). Авторами песни выступили Стефани Дэйвис и сам Гарт Брукс.
За несколько недель песня дошла до № 12 чарта Hot Country Songs журнала Billboard, а также достигла № 12 в кантри хит-параде Канады. «We Shall Be Free» также была включена в такие альбомы Брукса как The Hits, The Limited Series, Double Live и The Ultimate Hits. В США сингл стал первым для Гарта Брукса, не попавшим в лучшую десятку кантри-чарта.
В песне обычный человек изображён в мире, где отсутствуют какие-либо притеснения, существующие в мире: голод, свобода слова, бездомность, гомофобия, расизм, свобода религии. Брукс представил песню в 1996 году на телешоу Muppets Tonight, затем на Equality Rocks в марте 2000 года в Вашингтоне и на концерте We Are One Concert, прошедшем у Мемориала Линкольну в Вашингтоне во время иннаугурации Барака Обамы в январе 2009 года.

## Награды и номинации
Источники:
| Награда               | Категория               | Результат |
| --------------------- | ----------------------- | --------- |
| ACM Awards            | Video of the Year       | Победа    |
| GLAAD Media Awards    | Outstanding Recording   | Победа    |
| American Music Awards | Favorite Country Single | Номинация |

## Чарты

### Еженедельные чарты
| Чарт (1992)                       | Высшая позиция |
| --------------------------------- | -------------- |
| Canada Country Tracks (RPM)       | 12             |
| США (Billboard Hot Country Songs) | 12             |